# غدة مفترزة عرقية
تُعد الغُدّة المفترزة العَرَقِيّة (/ˈæpəkrən/ أو /ˈæpəˌkraɪn/ أو /ˈæpəˌkrin/، من اليونانية apo– وتعني «بعيدًا» وkrinein وتعني «الفصل») غدةً عرقية مكوَنة من جزء إفرازي ملفوف يقع عند مَوصِلُ الأدمة والدهون تحت الجلد، والذي يقوم جزء مستقيم منه بالدخول والإفراز في الجزء القِمْعِيّ من جريب الشعرة. وتوجد الغدد المفترزة العَرَقية عند الإنسان في أماكن محددة فقط من الجسم وهي: الإبط (الإبطين) والهالة وحلمات الثدي وقناة الأذن والجفون والجيوب الأنفية والمنطقة المُحيطة بالشَرج، وبعض الأجزاء من الأعضاء التناسلية الخارجية. وتشمل الغدد المُفْتَرَزَة المُعدَلة الغدد الهَدَبِيَّة في الجفون والغدد الصِّملاخِية التي تنتج شمع الأذن والغدد الثديية التي تنتج اللبن. أما باقي الجسم فتغطيه الغدد العَرقية الناتِحَة.
ومع ذلك، تمتلك معظم الثدييات غير الرئيسيات غددًا عَرقية مُفْتَرَزَة حول الجزء الأكبر من أجسامها. كما أن الحيوانات المستأنَسة لديها غددًا مُفْتَرَزَة في كل جُريب للشعر، ولكن ليس لديها غددًا ناتِحَة إلا في وِسائد القدم والخطم فقط. شأنها شأن الغدد المفترزة عند الإنسان، تُنتِج الغدد المُفْتَرَزَة لدى تلك الحيوانات إفرازات عديمة الرائحة دُهنية غير شفافة  والتي تكتسب رائحتها المميزة عند حدوث عملية التحلل البكتيري. وتُزيد الغدد الناتِحَة الموجودة على مخالب هذه الحيوانات من الاحتكاك وتمنعها من الانزلاق عند هروبها من الخطر.

## البنية
تحتوي الغدد المُفْتَرَزَة على كُبَيبَة من الأنابيب الإفرازية وقناة مُفْرِغَة تنفتح في جُريب الشعر، وفي بعض الأحيان، تنفتح القناة المُفْرِغَة على سطح الجلد بجوار الشَعر. وتكون الغدة المُفترَزة كبيرة وإسفنجية، وتقع في منطقة الدهون تحت الجلد في عمق الأدَمة، ولها بِنية عامة وقُطر لُمْعَي أكبر من الغدة العَرقية الناتِحة. وعلى عكس الأنابيب الإفرازية الناتِحة، تعد الأنابيب الإفرازية للغدة المُفترَزة أنابيب ذات طبقة واحدة (تفتقر وجود الخلايا القَنوِية)، ويختلف قُطرها من مكان لآخر، وتتفرع أحيانًا إلى قنوات متعددة. وتكون الأنابيب ملفوفة في الخلايا العضلية الظِهارِية، والتي تكون أكثر تطورًا من مثيلتها التي توجد في الغدة الناتِحة.

## التَعرُّق
تكون الغدد المُفترَزة في الحيوانات ذات الحوافر والجرابيات بمثابة منظم حراري رئيسي وتفرز العَرق المائي. إلا أن هذه الغدد بالنسبة لمعظم أنواع الثدييات تفرز مادة مُرَكبة دهنية (ومع الوقت تصبح كريهة الرائحة) وتكون بمثابة فيرومون ومؤشِر إقليمي وإشارة إنذار. ونظرًا لتحسُس الغدد العَرقية المُفترَزة للأدرينالين، فإنها تشترك في إحداث التعرُق الانفعالي عند الإنسان (الناجم عن التوتر، والضغط والخوف والألم).
وتتوزع الغدد المُفترَزة في الجنين البشري البالغ من العمر خمسة أشهر في جميع أنحاء الجسم، وبعد مرور بضعة أسابيع، توجد هذه الغدد في مناطق محدَدة فقط، بما في ذلك الإبطين والأعضاء التناسلية الخارجية. وتكون غددًا غير نشطة حتى تقوم التغيرات الهرمونية بتحفيزها في سن البلوغ.

### آلية العمل
تُفرِز الغدد المُفترَزة سائلاً دهنيًا يحتوي على البروتينات والدهنيات والستيرويد، ويكون هذا السائل عديم الرائحة قبل حدوث النشاط البكتيري. ويظهر على سطح الجلد ممزوجًا بـالزهم كما تنفتح الغدد الزهمية في نفس جُريب الشعر. وعلى عكس الغدد العَرقية الناتِحة التي تقوم بالإفراز باستمرار، تقوم الغدد المُفتَرَزَة بعملية الإفراز في هيئة تدفقات دورية.
وقد كان من المعتقَد في الأساس أن الغدد العَرقية المُفترَزَة تستخدم فقط إفرازات الغدة المفترزة: حيث تضغط الحويصلات على الخلايا الإفرازية، ثم تتحلل في اللُمْعَة الإفرازية؛ لتطلق إفرازاتها المنتجة. إلا أن الأبحاث الحديثة قد أظهرت حدوث إفراز من الغدة الفارِزَة.
وتُشكل الخلايا العضلية الظِهارِية بطانة عضلية ملساء تحيط بالخلايا الإفرازية، وعند انقباض العضلة، فإنها تضغط على القناة الإفرازية وتدفع السائل المتراكم إلى جريب الشعر. ويمتزج كلٌ من العَرق والزهم في جريب الشعر ويصلا مختلطين إلى سطح الجلد. ويكون العرق المُفترَز عَكِرًا، ولزجًا وعديم الرائحة في البداية، وتبلغ درجة أُسه الهيدروجيني (pH) من 6–7.5. ويحتوي العرَق المُفترَز على ماء وبروتين وفضلات سُكّرية وكلوريد صوديوم. ويكتسب العرق رائحته المميزة عندما تقوم بتحليله البكتيريا التي تُطلِق جزيئيات الرائحة المتطايرة. ويؤدي وجود المزيد من البكتيريا (خاصة البكتيريا الوتدية) إلى إصدار رائحة أقوى. كما أن شَعر الإبط يجعل الرائحة أسوأ، حيث تتراكم الإفرازات والفضلات والكيراتين والبكتيريا على الشعر.

## الانتشار
توجد لدى الثدييات غير الرئيسيات عادةً غدد عرقية مُفتَرَزَة في معظم أنحاء جسمها. وتستخدم الخيول تلك الغدد كجهاز لتنظيم الحرارة حيث يقوم الأدرينالين بتنظيمها، وتتوزع تلك الغدد في الأحصنة على نطاق أوسع من مجموعات الخيول الأخرى. وعلى الجانب الآخر، تستخدم الظربان الغدد لإصدار الرائحة الكريهة التي تكون بمثابة آلية دفاعية.
توجد مناطق «الأعضاء الإبطية» المحدودة ذات الأعداد المتساوية من الغدد العَرقية المُفترزَة والناتِحة في الإنسان والغوريلا والشمبانزي فقط. وفي الإنسان، تكون الغدد المُفترزَة في هذه المنطقة هي الأكثر تطورًا (وتكون الكبيبات الأكثر تعقيدًا). ولدى الذكور غدد عرقية مُفترَزة أقل من تلك الموجودة لدى الإناث في جميع المناطق الإبطية.
ولدى سكان شرق آسيا عدد أقل من تلك الغدد عن الأوروبيين والشعوب ذات السلالة الإفريقية؛ مما يقلل من قابلية تعرضهم لإصدار رائحة الجسم. ويمتلك الأسلاف الأفارقة أكبر عدد من الغدد المفترَزة وأكثرها نشاطًا. كما توجد اختلافات عِرقية أيضًا في الغدد الصِملاَخية: وهي الغدد العَرقية المُفترزَة التي تنتج شمع الأذن. وفي الغالب يفرز الشرق آسيويين شمع أذن جافًا، في مقابل الشمع اللزج، ويرتبط الجين الترميزي لذلك بقوة برائحة الجسم المخَفَفة، في حين أن هؤلاء الذين لديهم شمع الأذن الرطب اللزج (الأفارقة والأوروبيون) يكونون عرضةً لإصدار رائحة الجسم بشكل أكبر.

## وصلات خارجية
- Diagram of eccrine and apocrine sweat glands from Mayo Clinic